# Beuzeville-au-Plain
Beuzeville-au-Plain é uma comuna francesa na região administrativa da Normandia, no departamento Mancha. Estende-se por uma área de 2,06 km². Em 2010 a comuna tinha 47 habitantes (densidade: 22,8 hab./km²).